# Episparis sejunctalis
Episparis sejunctalis là một loài bướm đêm trong họ Erebidae.